# Rakel Wihuri

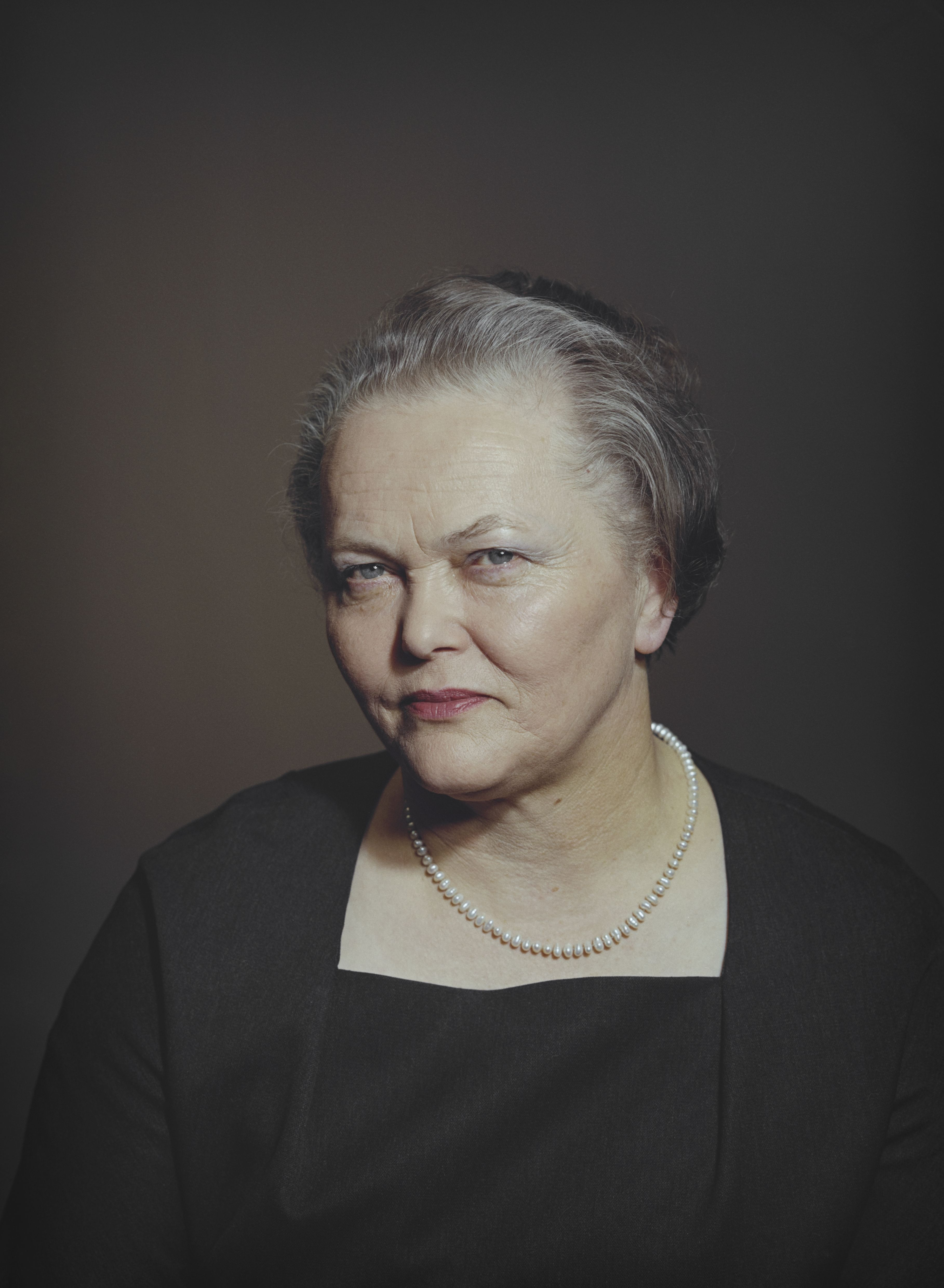
Rakel Wihuri.

Rakel Justiina Wihuri, född Hellberg 10 juni 1905 i Borgå, död 15 november 1987 i Helsingfors, var en finländsk företagsledare. 
Rakel Wihuri inledde sin karriär 1926 i broderns, den kände cyklisten Raul Hellbergs sportaffär. Hon ingick 1938 äktenskap med Åbogrossisten Hjalmar Aarnio(fi) och blev hans kompanjon. Vid hans frånfälle 1943 övertog hon företaget och var ordförande i dess direktion till 1961. Hon ingick sitt andra äktenskap 1945 med skeppsredaren Antti Wihuri och engagerade sig även i hans affärer. Av Wihuri- och Aarniobolagen bildades 1961 en koncern, i vilken Rakel Wihuri var direktionsordförande 1962–1978. Hon var även direktionsordförande för Finska Tankfartygs Ab 1963–1978 och styrelseordförande för Merihuolto Oy 1964–1972. Hon var genom sitt engagemang i Wihuristiftelsen en betydande mecenat. Hon tilldelades kommerseråds titel 1963 och blev ekonomie hedersdoktor 1976.